# RF-capture
RF-Capture – technologia i urządzenie, które pozwala śledzić położenie człowieka znajdującego się w innym pomieszczeniu, za ścianą w trzech wymiarach, opracowana i skonstruowana przez naukowców z MIT, w składzie: Fadela Adib, Chen-Yu Hsu, Hongzi Mao, Dina Katabi i Fredo Duranda. 
Technologia wykorzystuje fale sygnału bezprzewodowego zbliżonych do tych emitowanych przez standard WiFi 5 GHz i 5,9 GHz. RF-Capture do wykrycia sylwetki osoby zza ściany wykorzystuje refleks fal sieci bezprzewodowej odbijających się od ludzkiego ciała, które są analizowane, a następnie przetwarzane w obraz.

## Zasada działania
W pomieszczeniu znajduje się urządzenie emitujące fale sygnału bezprzewodowego o częstotliwości, która jest w stanie przenikać przez ścianę do drugiego pomieszczenia, fale te odbiją się od ludzkiego ciała i wracają do urządzenia, które rejestruje odbicia i przekazuje wyniki do oprogramowania. (patrz grafika 1) Sygnałem RF jest fala, której faza jest funkcją liniową przebytej odległości. Poprzez pobieranie próbek sygnału, możba odczytać zarówno amplitudę jak i fazę. Algorytm, który przez twórców został nazwany „coarse-to-fine” na podstawie odebranych fal tworzy model sylwetki osoby znajdującej się po drugiej stronie ściany. W przeciwieństwie do typowych technik obrazowania częstotliwości, takich jak: światło widzialne dla człowieka, promieniowanie rentgenowskie,  fale terahercowe, RF-capture działa na niższych częstotliwościach pomiędzy 5,46 GHz i 7,24 GHz. 

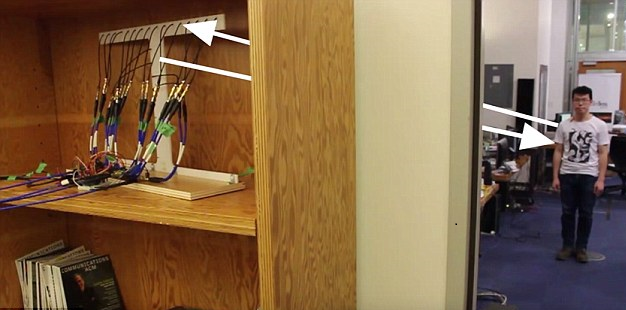
Grafika 1
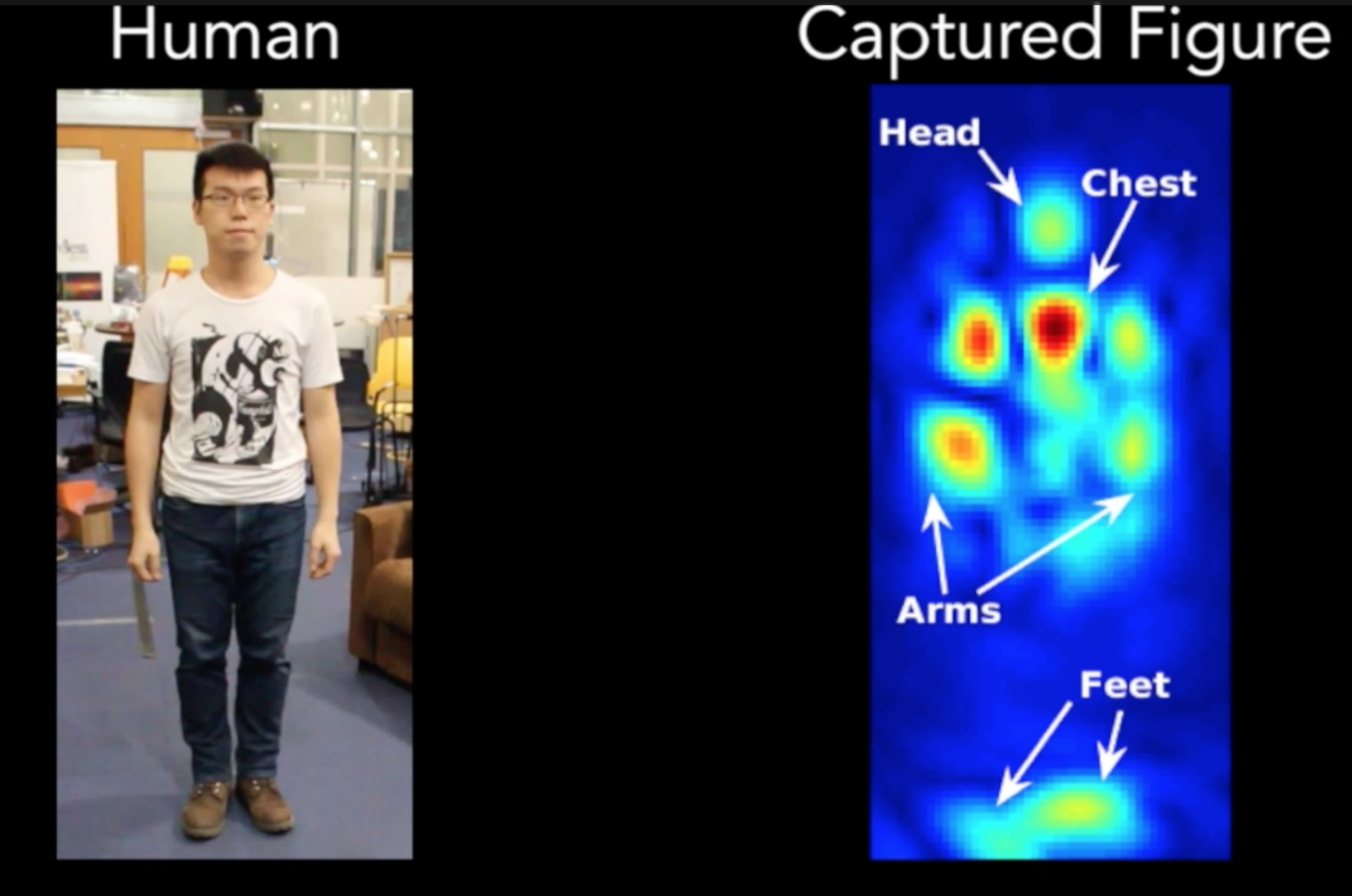
Grafika 2
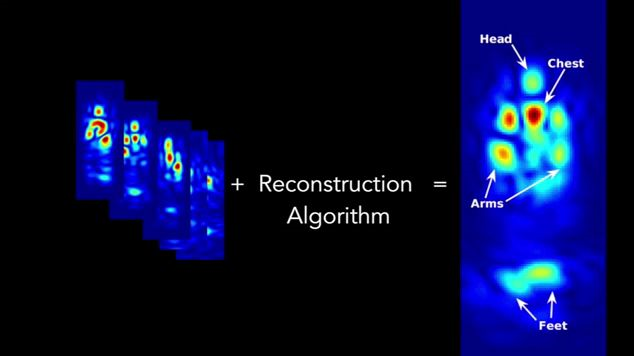
Grafika 3
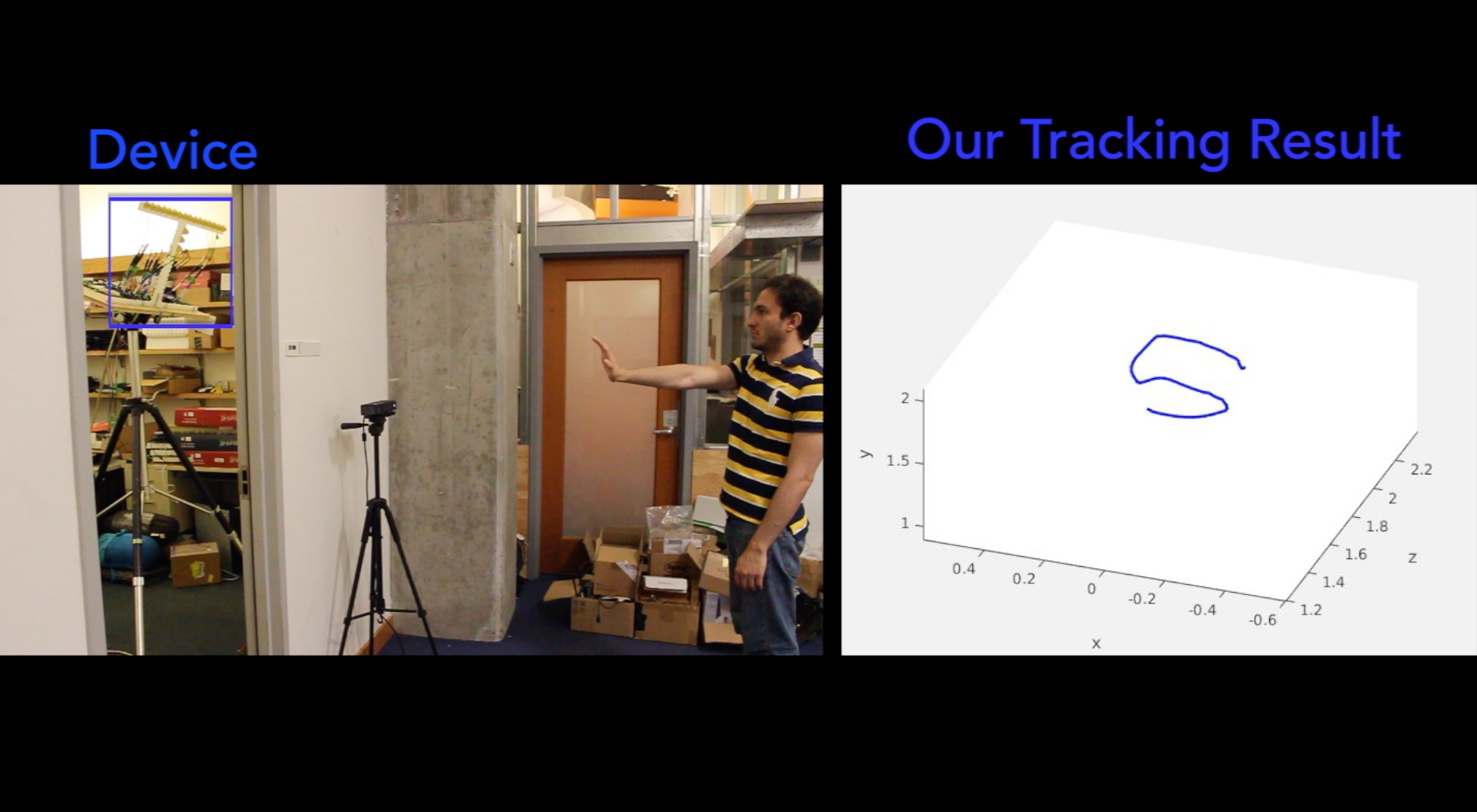
Grafika 4

Zaletą pracy przy tych stosunkowo małych częstotliwościach radiowych jest przenikanie ścian oraz wykorzystanie tanich, masowo produkowanych komponentów.
Promieniowanie emitowane przez urządzenie jest równe 1/10 000 promieniowania generowanego przez standardy sieci komórkowych. Pojedynczy obraz odbierany przez urządzenie nie jest idealny i składa się w głównej mierze z szumów i zniekształceń, jednak zanim zostanie wygenerowany obraz końcowy algorytm pozbywa się niepożądanych elementów poprzez serie zdjęć nakładanych na siebie i porównywanych, odróżniając elementy ruchome i nieruchome, gdyż nie tylko ludzkie ciało podatne jest na refleks fal bezprzewodowych (patrz grafika 3). Na finalnym obrazie tło - element statyczny przybiera kolor niebieski, a ciało człowieka jest przedstawione w kolorze żółtym i czerwonym. (patrz grafika 2) 
System stworzony przez naukowców MIT dzięki zastosowaniu techniki uczenia maszynowego jest w stanie uczyć się sylwetek rejestrowanych osób, kataloguje je i rozpoznaje, która z wcześniej zarejestrowanych osób znajduje się aktualnie za ścianą oraz gdzie znajduje się konkretna część ciała (patrz grafika 2). Sprawność technologii pozwala z 90-procentową skutecznością odróżnić 15 osób za ścianą z dokładnością położenia kończyn do 1 cala oraz jest w stanie śledzić dłoń osoby piszącej w powietrzu (patrz grafika 4), a nawet badać wzorce oddechu i tętno osoby zza ściany.

## Zastosowanie
Według twórców ich wynalazek będzie miał zastosowanie:
- w grach i w kinematografi, jako źródło przechwytywania obrazu
- w opiece nad dziećmi i osobami starszymi do monitorowania stanu zdrowia na podstawie pulsu i oddechu[5] - pomysł został przedstawiony prezydentowi Obamie w ramach „Demo Day” w Białym Domu[6],
- w urządzeniach codziennego użytku i inteligentnym domu do sterowania gestami
- w celach militarnych do minimalizacji niebezpieczeństw (na przykład podczas misji antyterrorystycznych).

## Prototyp urządzenia
Prototyp RF-Capture składa się z układu antenowego w kształcie litery T, a całkowita wielkość tablicy anteny jest równa 60 × 18 cm². Anteny są podłączone do transceivera - urządzenia posiadającego nadajnik i odbiornik, pełniącego rolę radaru działającego na zasadzie radaru CW. RF-Capture jest obsługiwane z poziomu komputera podłączonego za pomocą kabla USB (patrz grafika 1).